# Planciusbuurt

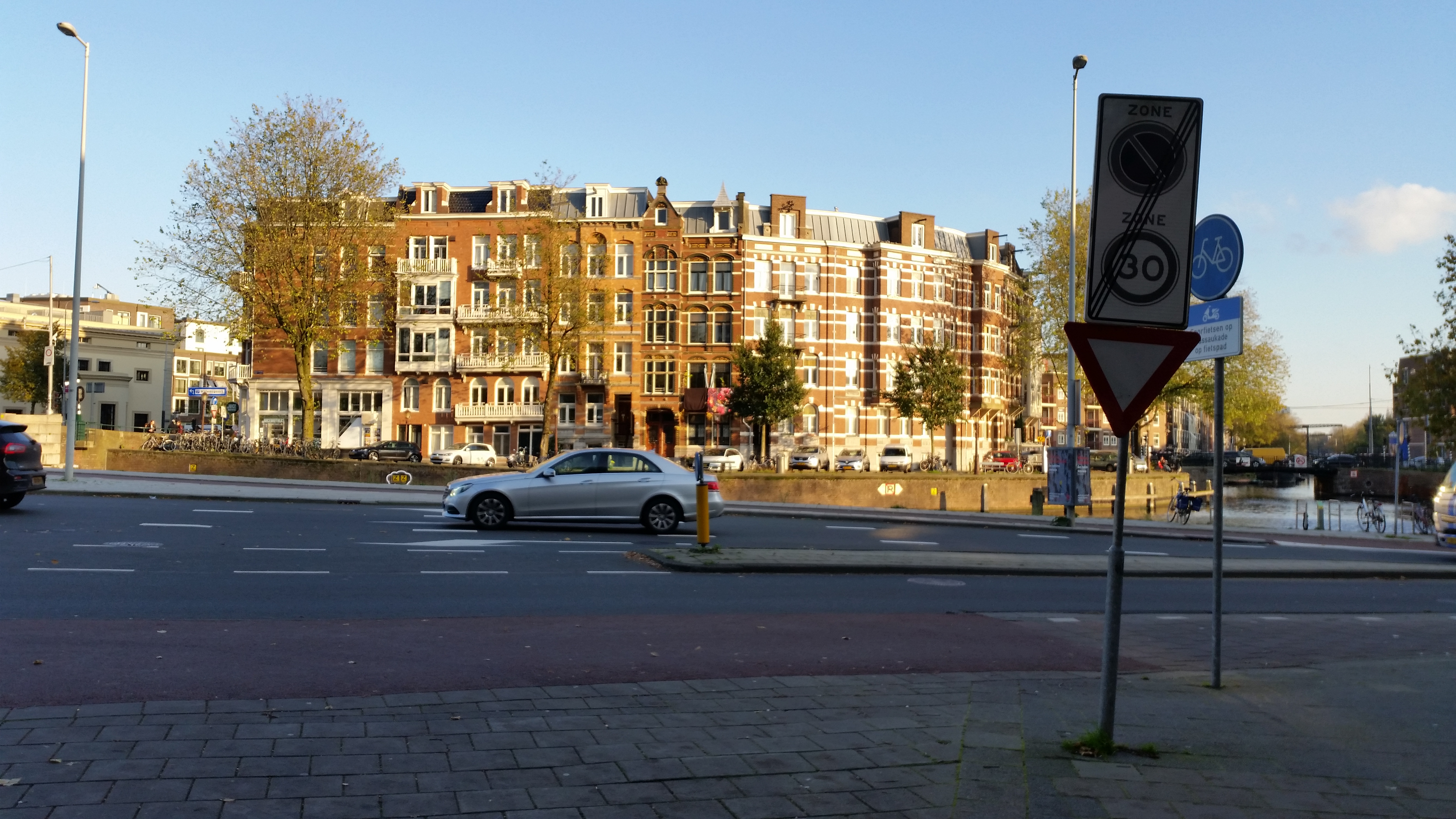
De Korte Marnixkade aan de Singelgracht gezien vanaf de Nassaukade.

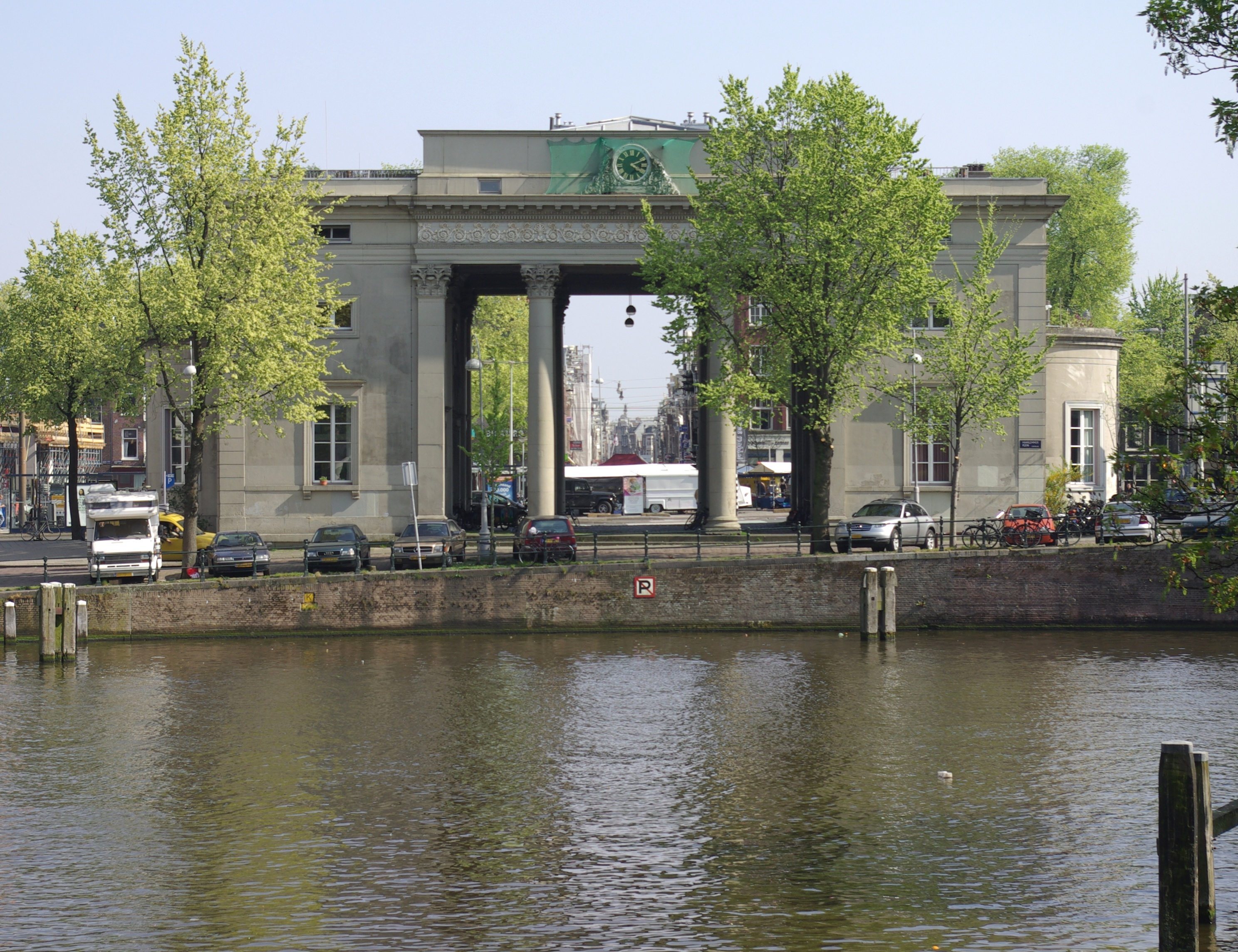
De Haarlemmerpoort gezien vanaf de Singelgracht naar het Haarlemmerplein.

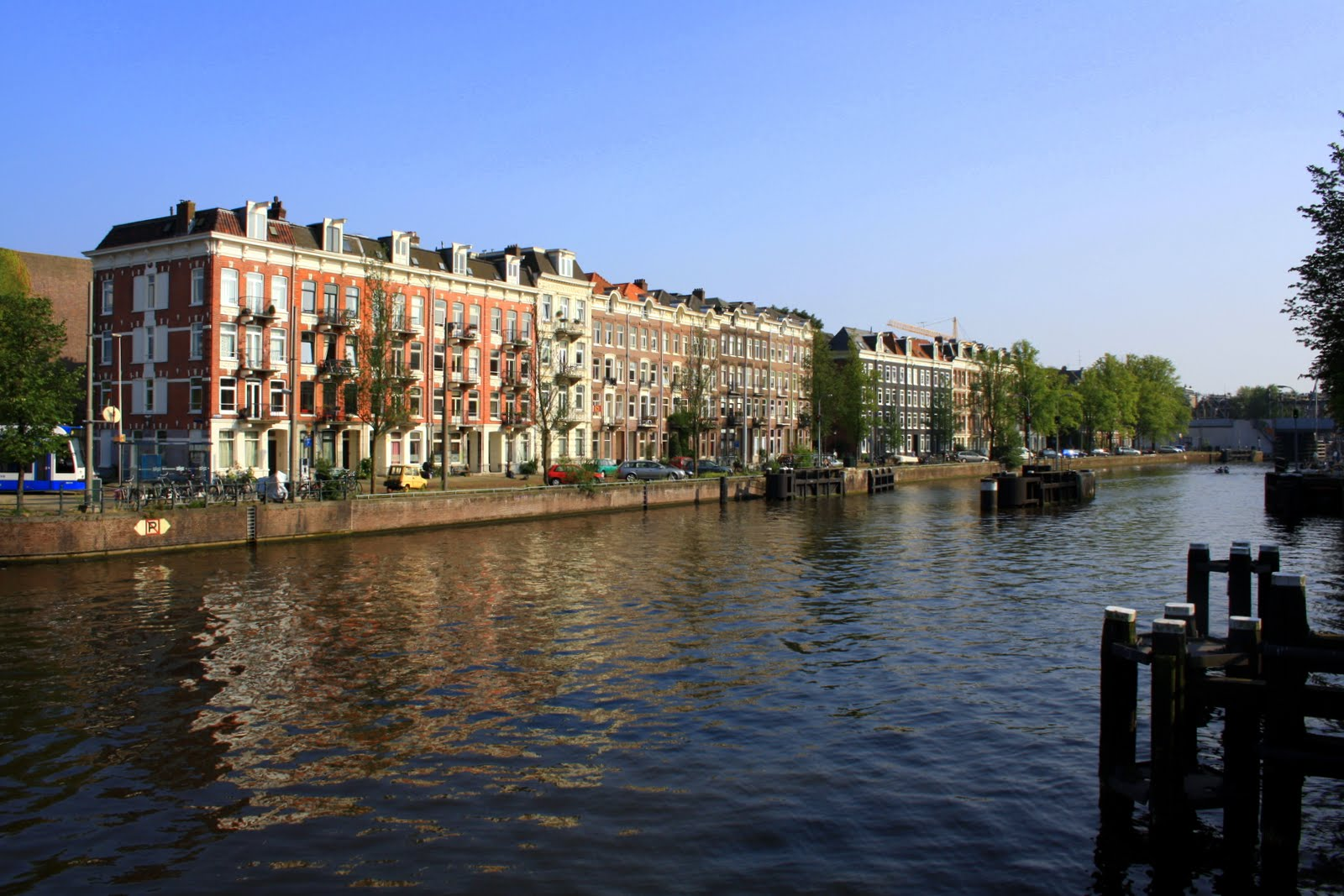
De Planciusbuurt langs het Westerkanaal gezien vanaf de westelijke Houtmankade.

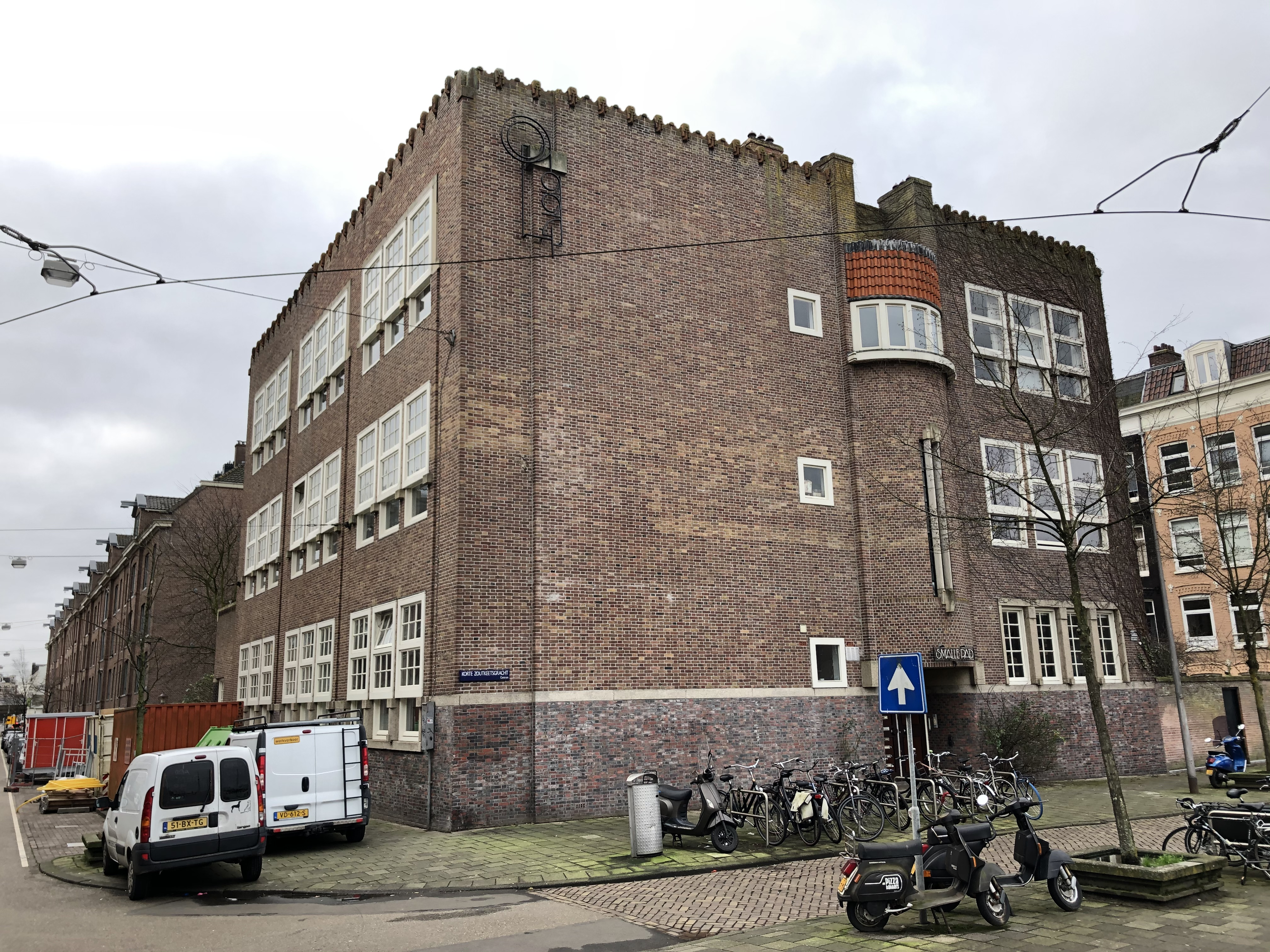
De Smallepad school aan de Korte Zoutkeetsgracht.

De Planciusbuurt is een buurt in het centrum van Amsterdam. De buurt ligt in de Gouden Reael, ten westen en ten noorden van het Haarlemmerplein, en wordt begrensd door de Singelgracht, het Westerkanaal, de Korte Zoutkeetsgracht, de Planciusstraat en de Korte Marnixstraat.
De Planciusstraat en de Planciusbuurt werden genoemd naar predikant en zeevaartkundige Petrus Plancius (1555-1622).
De buurt wordt opgedeeld in Planciusbuurt Zuid en Planciusbuurt Noord door de spoorlijn tussen het Centraal Station en Amsterdam-Sloterdijk.
De 19e-eeuwse Haarlemmerpoort aan de Singelgracht bepaalt het beeld van het aangrenzende Haarlemmerplein.
De tramlijn 3 rijdt vanaf het Haarlemmerplein naar de Korte Zoutkeetsgracht.
Planciusbuurt Zuid (17 346 m², 170 bewoners) en Planciusbuurt Noord (24 120 m², 350 bewoners) behoren qua oppervlakte en bevolking tot de kleinste en dunst bevolkte buurten van Amsterdam.